# Пояс обшивки

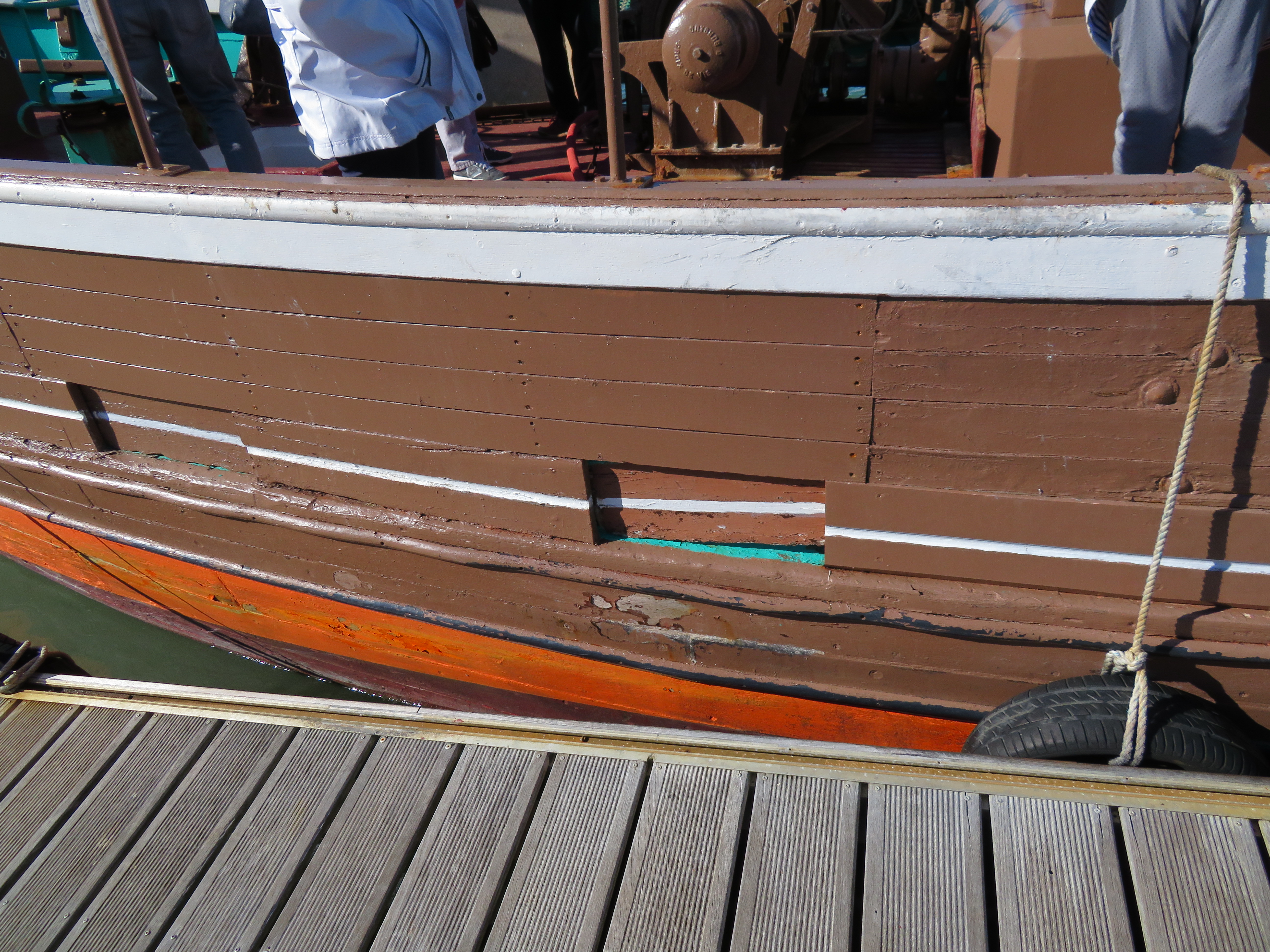
Пояси дерев'яної обшивки

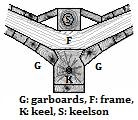
F — шпангоут, G — шпунтові пояси, K — кіль, S — кільсон

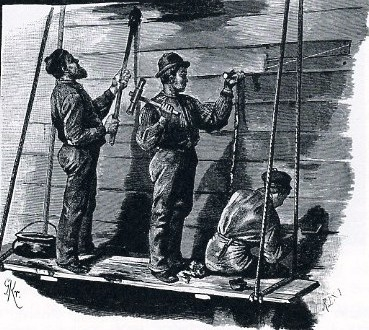
Конопачення пазів і стиків

Пояс обшивки — ряд дощок або металевих (пластикових) листів, що йдуть один за одним по всій довжині судна від носа до корми й утворюють його зовнішню обшивку. З'єднання двох сусідніх листів (дощок) одного пояса утворює стик, а з'єднання поясів між собою — паз.
Залежно від розташування деякі пояси мають окремі назви:
- Ширстрек — найвищий пояс обшивки, розташований біля верхньої палуби (у шлюпки — біля планшира).
- Бархоут — пояс у районі ватерлінії.
- Мейн-вельс (від англ. main wales — «головні пояси») — пояс від рівня нижньої гарматної палуби до нижніх луток її гарматних портів.
- Скуловий пояс — йде вздовж скули корпусу.
- Шпунтовий пояс — найнижчий пояс обшивки, прилягає до кіля. З огляду на значні навантаження в цій ділянці, має найбільшу товщину з усіх дощок (листів) зовнішньої обшивки. Забезпечує як загальну поздовжню міцність, так і місцеву (при торканні плавзасобом ґрунту, при постановці корабля в док).
- Кільовий чи горизонтальний пояс — пояс, який йде по середині днища, поверх кіля.

У внутрішній обшивці виділяли лімбербордовий пояс — найближчий до кіля, біля лімбербордового каналу, та спіркетинг (спіркетенс) — пояс між ватервейсом (потовщеним поясом палуби біля борту) і нижніми лутками портів.
В англійській термінології пояси часто йменуються за літерами (від нижчих до вищих): пояс A — шпунтовий пояс (garboard strake), пояс B — пояс над шпунтовим, пояс C, пояс D, пояс E тощо.
На невеликих човнах пояс складається з однієї довгої дошки. На дерев'яних суднах більшого розміру пояс утворюють кілька дощок, що з'єднуються торцями або косим стиком, або прямим з накладкою. У районі міделя пояс є ширшим, ближче до штевнів його ширина зменшується. На металевих клепаних корпусах листи пояса з'єднуються внапусток (з попереднім колінчастим вигином у місці перекривання), але там, де вимагається гладкість, застосовується з'єднання встик на стиковій планці, хоча воно й поступається першому в міцності. На зварних корпусах застосовується з'єднання встик: як листів одного пояса, так і сусідніх поясів.
Оскільки довжина шпангоутів зменшується від міделя до носового і кормового закінчень корпусу, число поясів у носовій і кормовій частинах борту, відповідно зменшується. Тому деякі пояси не доходять до штевнів, утворюючи так звані потеряї (рос. потеряи, від терять): вони завжди закінчуються на середині між шпангоутами і притикаються до суміжної по висоті дошки (листа), забезпеченої для цієї мети відповідним розширенням.